# مزرعه آقا حسین
مزرعه آقا حسین، روستایی در دهستان دهکویه بخش مرکزی شهرستان لارستان در استان فارس ایران است.

## جمعیت
بر پایه سرشماری عمومی نفوس و مسکن در سال ۱۳۹۵، جمعیت این روستا برابر با ۱۵ نفر (۶ خانوار) بوده است.